# Internationaux de Strasbourg 2025
Internationaux de Strasbourg 2025 byl tenisový turnaj na ženském profesionálním okruhu WTA Tour, hraný v městském areálu Tennis Club de Strasbourg. Třicátý devátý ročník Internationaux de Strasbourg probíhal mezi 18. a 24. květnem 2025 ve francouzském Štrasburku na otevřených antukových dvorcích. Jednalo se o závěrečnou přípravu na grandslamové Roland-Garros.
Turnaj s dotací 925 661 eur patřil do kategorie WTA 500. Nejvýše nasazenou singlistkou se stala třetí tenistka světa Jessica Pegulaová ze Spojených států amerických, která ani při třetí štrasburské účasti nevyhrála zápas. Jako poslední přímá účastnice do dvouhry nastoupila její krajanka, 35. hráčka žebříčku Ashlyn Kruegerová. V důsledku invaze Ruska na Ukrajinu na konci února 2022 řídící organizace tenisu ATP, WTA a ITF s grandslamy rozhodly, že ruští a běloruští tenisté mohli dále na okruzích startovat, ale do odvolání nikoli pod vlajkami Ruska a Běloruska.
Devátý titul z dvouhry okruhu WTA Tour vybojovala Kazachstánka Jelena Rybakinová. Čtyřhru ovládly Maďarka Tímea Babosová s Brazilkou Luisou Stefaniovou a odvezly si druhou společnou trofej.

## Rozdělení bodů a finančních odměn

### Rozdělení bodů
| Soutěž  | Soutěž | vítězky | finalistky | semifinalistky | čtvrtfinalistky | 16 v kole | 28 v kole | Q  | Q2 | Q1 |
| ------- | ------ | ------- | ---------- | -------------- | --------------- | --------- | --------- | -- | -- | -- |
| dvouhra | [ 3 ]  | 500     | 325        | 195            | 108             | 60        | 1         | 25 | 13 | 1  |
| čtyřhra | [ 8 ]  | 500     | 325        | 195            | 108             | 1         | —         | —  | —  | —  |

### Finanční odměny
| Soutěž                                | Soutěž      | vítězky   | finalistky | semifinalistky | čtvrtfinalistky | 16 v kole | 28 v kole | Q2      | Q1      |
| ------------------------------------- | ----------- | --------- | ---------- | -------------- | --------------- | --------- | --------- | ------- | ------- |
| dvouhra                               | [ 3 ] [ 9 ] | 142 610 € | 87 825 €   | 51 305 €       | 27 040 €        | 13 760 €  | 9 828 €   | 8 090 € | 4 860 € |
| čtyřhra                               | [ 8 ]       | 47 220 €  | 28 700 €   | 16 660 €       | 8 550 €         | 5 220 €   | —         | —       | —       |
| částky ve čtyřhře jsou uvedeny na pár |             |           |            |                |                 |           |           |         |         |

## Ženská dvouhra

### Nasazení
| Stát                          | Hráčka                | WTA | Nasazení |
| ----------------------------- | --------------------- | --- | -------- |
| USA                           | Jessica Pegulaová     | 4.  | 1.       |
| USA                           | Emma Navarrová        | 9.  | 2.       |
| Španělsko                     | Paula Badosová        | 10. | 3.       |
| Kazachstán                    | Jelena Rybakinová     | 12. | 4.       |
| Ukrajina                      | Elina Svitolinová     | 14. | 5.       |
| Austrálie                     | Darja Kasatkinová     | 15. | 6.       |
| Česko                         | Barbora Krejčíková    | 16. | 7.       |
|                               | Ljudmila Samsonovová  | 21. | 8.       |
| Brazílie                      | Beatriz Haddad Maiová | 22. | 9.       |
| Žebříček WTA k 5. květnu 2025 |                       |     |          |

### Jiné formy účasti
Následující hráčky obdržely divokou kartu:
- Alizé Cornetová
- Diane Parryová
- Jessica Pegulaová
- Emma Raducanuová

Následující hráčky postoupily z kvalifikace:
- Anna Blinkovová
- Caroline Dolehideová
- McCartney Kesslerová
- Eva Lysová

Následující hráčky postoupila z kvalifikace jako šťastná poražená:
- Marie Bouzková

### Odhlášení
před zahájením turnaje
- Jekatěrina Alexandrovová → nahradila ji  Wang Sin-jü
- Olga Danilovićová → nahradila ji  Rebecca Šramková
- Elina Svitolinová → nahradila ji  Marie Bouzková

## Ženská čtyřhra

### Nasazení
| Stát                                                                      | Hráčka              | Stát             | Hráčka            | WTA | Nasazení |
| ------------------------------------------------------------------------- | ------------------- | ---------------- | ----------------- | --- | -------- |
| Kanada                                                                    | Gabriela Dabrowská  | Nový Zéland      | Erin Routliffeová | 8.  | 1.       |
| USA                                                                       | Desirae Krawczyková | Austrálie        | Ellen Perezová    | 33. | 2.       |
| Ukrajina                                                                  | Ljudmyla Kičenoková | Ukrajina         | Nadija Kičenoková | 58. | 3.       |
| Čína                                                                      | Ťiang Sin-jü        | Čínská Tchaj-pej | Wu Fang-sien      | 59. | 4.       |
| Žebříček WTA k 5. květnu 2025; číslo je součtem umístění obou členek páru |                     |                  |                   |     |          |

### Jiné formy účasti
Následující pár obdržel divokou kartu:
- Myrtille Georgesová /  Tatjana Mariová

## Přehled finále

### Ženská dvouhra
- Jelena Rybakinová vs.   Ljudmila Samsonovová, 6–1, 6–7(2–7), 6–1

### Ženská čtyřhra
- Tímea Babosová /  Luisa Stefaniová vs.  Kuo Chan-jü /  Nicole Melicharová-Martinezová, 6–3, 6–7(3–7), [10–7]